# 鍋島將起
鍋島 將起（なべしま まさき、1978年10月19日 - ）は、北海道紋別市出身の元サッカー審判員。

## 判定への評価
特にJ2担当初期はカードを多く出す傾向にあり、1試合平均で5枚を超えるイエローカードを出した年もあった（これに伴って、退場者も多く出していた）。
2006年6月7日の東京ヴェルディ1969-ベガルタ仙台戦
東京Vが獲得したPKを仙台GK高桑大二朗が「キッカーが蹴る前に動いた」という副審の判定を受けて、3回目に東京Vが成功するまで蹴り直しを命じた。加えて、PKの際に右足首を負傷した仙台DF白井博幸をピッチ外に出すことを仙台控えGK小針清允が要求すると、これを抗議と受け取り退場処分とするなどこのPKやり直しの判定に絡み4枚のカードを仙台側の選手に出した。なお、これ等の判定に怒ったベガルタ仙台のサポーターがアウェー側の改修ゾーンの椅子を破壊する事件が起きた。
2007年9月2日のサガン鳥栖-アビスパ福岡戦
明らかなオフサイドを見逃す等の試合中の一連の主審・副審の判定に対して非常に大きな不満を持った福岡の選手が副審に対して暴行を行い、さらに同様に大きな不満を持った福岡サポーターがピッチに物を投げ入れたり、ピッチや関係者ロビーなどに侵入する、という騒ぎが起きた（これに関して、騒ぎを起こしたサポーターにはクラブから処分が下された）。
2007年9月30日の川崎フロンターレ-ヴァンフォーレ甲府戦
ショルダー・タックルなどの、通常では警告を出すほどではないプレーに対し、イエローカードを甲府側に多数提示。あまつさえ、コーナーキックの際に、副審の指示に従ってシャツをパンツに入れていただけの藤田健に対し、遅延行為で警告を行う。この結果、甲府は杉山新、秋本倫孝の2名の退場者を出し、最後は4分間のロスタイムに失点し、1-1でゲームを引き分けることになった。